# آگورا کورپوریشن
آگورا کورپوریشن (انگلیسی: Agora Corporation) شرکت رسانه‌ای لهستانی است، که در سال ۱۹۸۹ تأسیس شد.